# Stenostephanus tacanensis
Stenostephanus tacanensis là một loài thực vật có hoa trong họ Ô rô. Loài này được (Acosta Cast. & R. Fernández) T.F. Daniel miêu tả khoa học đầu tiên năm 1995.